# 航空路
航空路（こうくうろ）とは、航空機が計器飛行方式により繰り返し飛行するために定められた、空の経路である。

## 概要

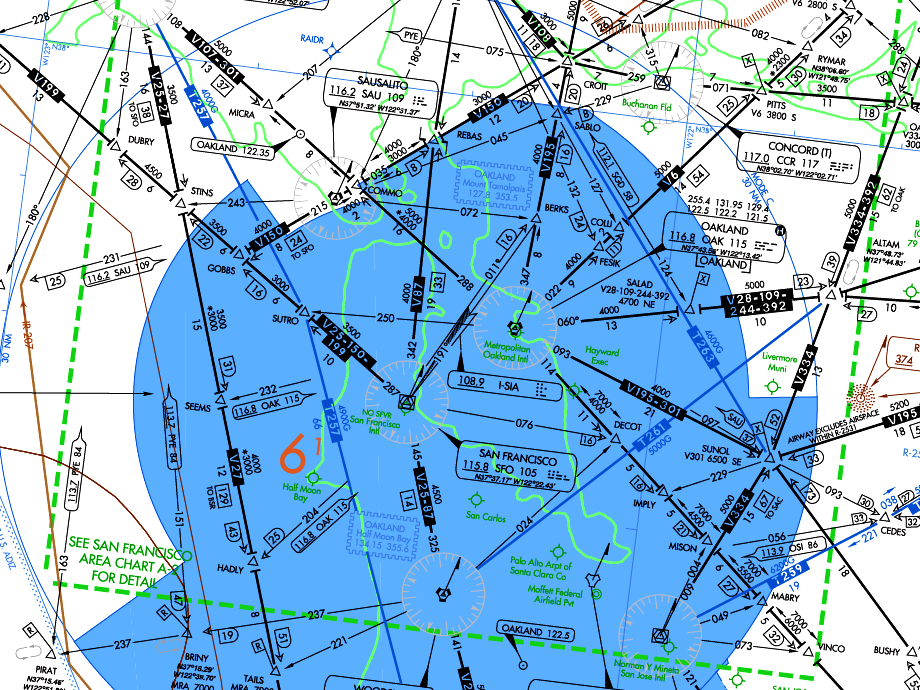
低空の航空路

地理的、地形的、気象的条件や、航空保安施設の状況、各国の事情や国際事情などに配慮して、繰り返し飛行するのに適した経路が各国で航空路に定められる。そしてその名称、空域、位置、範囲などが一般に告示される。航空路上を飛行する航空機は原則的に航空交通管制の指示を受ける。
航空路は航空図に記載される。
命名
A1、G581、V28、W33などのように、1文字の英字と1桁から3桁までの数字によって名前がつけられる。
なお、航空機は出発空港から到着空港までの間を一直線に飛ぶのではない。
また、航空機が全て航空路を飛行しなければならないということではない。すなわち、航空機の中には航空路ではない空域を飛ぶものもある。

## 航空路の種類（航法別）

### 通常の航空路
通常の航空路は、航空保安無線施設(VORやNDB)同士を直線で結んだ経路として公示される。このような航空路は、2つの航空保安無線施設間に1つしか設定できない。そのため、特定の航空路に航空機が集中することも多い。
飛行ルートは、出発空港と到着空港の間をこれらの直線を複数本組み合わせて結ぶことで折れ線を形成することが多い。

### RNAV経路
RNAV経路とは、広域航法で用いられる航空路である。航空保安無線施設同士を結ぶルートでなくてもよいが、RNAV経路を飛行する航空機には高性能の航法装置が必要となる。
通常の航空路は、航空保安無線施設同士を結ぶルートとして設定されているため、任意の2地点間のルートが折れ線状になることも多い。しかし、RNAV経路は、無線施設の覆域内において、任意の2地点間に直線のルートを設定することができる。

### その他の経路
上記以外にも、洋上管制区の飛行経路と陸上の航法無線施設とを結ぶ洋上転移経路（OTR）、標準計器出発方式(SID)の最終フィックスと航空路を結ぶ転移経路（トランジション）、比較的短距離の航空保安無線施設間の直行飛行を行うための直行経路、エンルートで空中待機を行うためのエンルート待機経路等がある。
また、航空路やRNAV経路、その他の経路を総称してATSルートととも呼ぶ。

## 航空路の種類（地理条件別）

### 国際航空路
国際航空路とは、2ヶ国以上のFIRにまたがる航空路である。「国際」と名前は付けられているが、国際線機に限らず、国内線機も利用している。
通常の航空路ではA、B、G、Rいずれか、RNAV経路ではL、M、N、Pいずれかを頭文字とする名前がつけられる。
その他、北大平洋の空域において設定される洋上国際航空路、太平洋編成経路システム：PACOTS（Pacific Organized Track System）、北大西洋上の北大西洋航路：NAT（North Atlantic Tracks）等もある。

### 国内航空路
国内航空路とは、1ヶ国のFIRで完結する航空路である。こちらも「国内」という名前がつけられてはいるが、国際線機も利用している。
通常の航空路ではH、J、V、Wいずれか、RNAV経路ではQ、T、Y、Zいずれかを頭文字とする名前がつけられる。

## 航空路と高度

### 最低経路高度
最低経路高度、MEAとは、航空路、RNAV経路、直行経路および一部の洋上転移経路の2地点間に設定される、IFRの航空機が飛行できる最低高度のこと。航空保安無線施設からの電波の到達距離や障害物からの距離によって算出される。
たとえば、航空路上の地点Aと地点Bの間のMEAが6000フィート（約1830メートル）、地点Bと地点Cの間のMEAが8000フィート（約2440メートル）で、現在6000フィートの高度を地点Aから地点Bへ飛行しているIFR機がある場合、そのIFR機は地点Bを通過したら直ちに8000フィート以上まで上昇しなければならない（地点Bを6000～8000フィートで通過することはできる）。

### 最低通過高度
最低通過高度、MCAとは、航空路上の1地点に設定される、IFRの航空機が飛行できる最低高度のこと。
たとえば、航空路上の地点Aと地点Bの間のMEAが6000フィート、地点Bと地点Cの間のMEAが8000フィート、地点BのMCAが8000フィートで、現在6000フィートの高度を地点Aから地点Bへ飛行しているIFR機がある場合、そのIFR機は地点Bを8000フィート以上で通過しなければならない(地点Bを6000～8000フィートで通過することはできない)。

### 最低待機高度
最低待機高度、MHAとは、航空路上の1地点に設定され、その地点において、IFRの航空機が上空待機できる最低高度のこと。

## ギャラリー

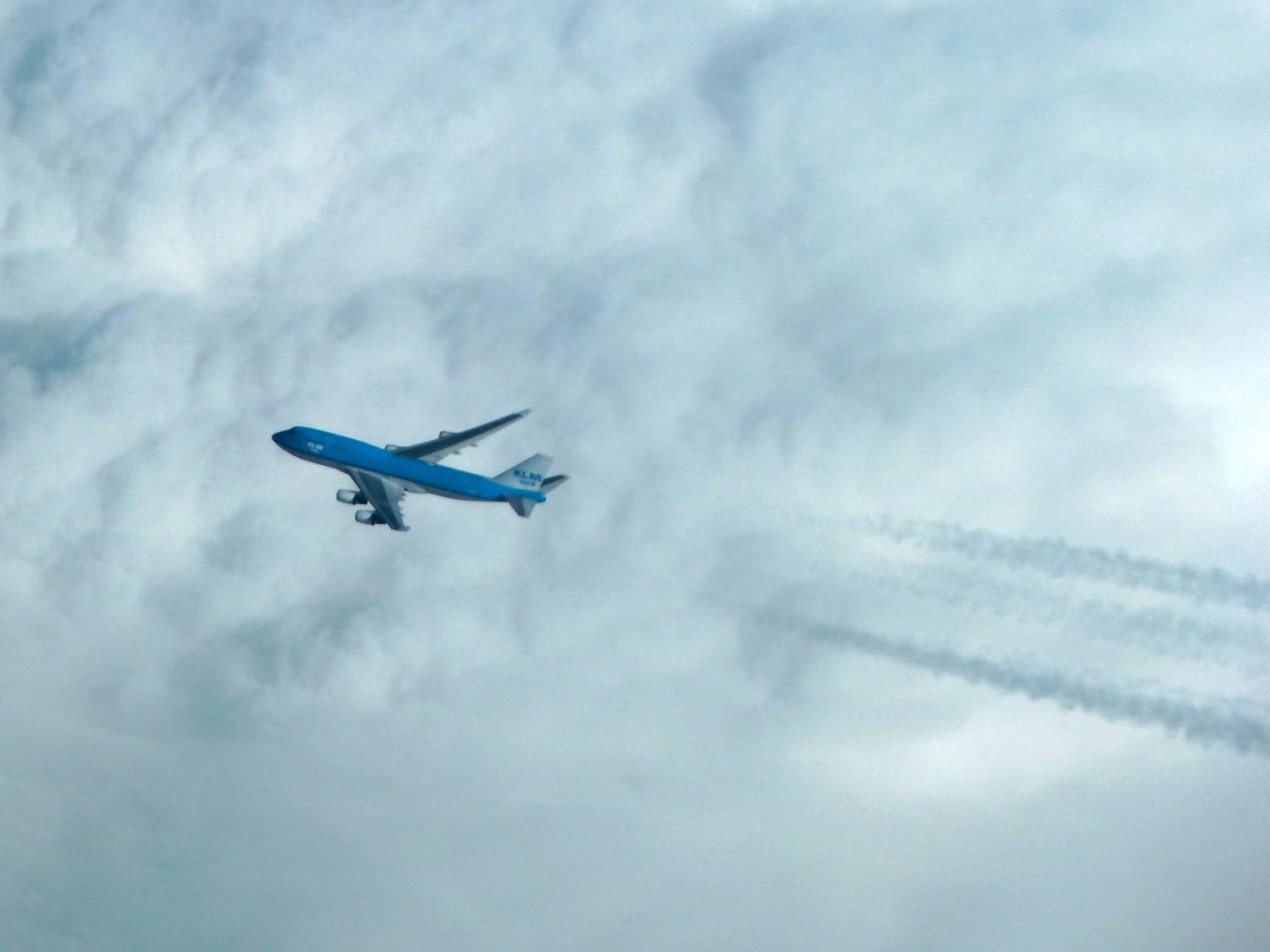
飛行中の旅客機から撮影された旅客機。航路によってはこのように接近する場合もある。